# Minuartia altoandina
Minuartia altoandina är en nejlikväxtart som beskrevs av Nicola och Pozner. Minuartia altoandina ingår i släktet nörlar, och familjen nejlikväxter. Inga underarter finns listade i Catalogue of Life.